# Brittany Crew
Brittany Ann Nicole Crew (Mississauga, 6 marzo 1994) è una pesista canadese.

## Record nazionali
Seniores
- Getto del peso: 19,28 m ( Berlino, 1º settembre 2019)
- Getto del peso indoor: 18,81 m ( Toronto, 8 febbraio 2020)

## Palmarès
| Anno | Manifestazione      | Sede           | Evento         | Risultato | Prestazione | Note                          |
| ---- | ------------------- | -------------- | -------------- | --------- | ----------- | ----------------------------- |
| 2012 | Mondiali juniores   | Barcellona     | Getto del peso | 17ª (q)   | 14,03 m     |                               |
| 2015 | Universiadi         | Gwangju        | Getto del peso | Bronzo    | 17,27 m     | Miglior prestazione personale |
| 2016 | Giochi olimpici     | Rio de Janeiro | Getto del peso | 18ª (q)   | 17,45 m     |                               |
| 2017 | Mondiali            | Londra         | Getto del peso | 6ª        | 18,21 m     |                               |
| 2017 | Universiadi         | Taipei         | Getto del peso | Oro       | 18,34 m     |                               |
| 2018 | Mondiali indoor     | Birmingham     | Getto del peso | 10ª       | 17,61 m     |                               |
| 2018 | Commonwealth        | Gold Coast     | Getto del peso | Bronzo    | 18,32 m     |                               |
| 2019 | Giochi panamericani | Lima           | Getto del peso | Argento   | 19,07 m     | Record nazionale              |
| 2019 | Universiadi         | Napoli         | Getto del peso | 7ª        | 17,07 m     |                               |
| 2019 | Mondiali            | Doha           | Getto del peso | 8ª        | 18,55 m     |                               |
| 2021 | Giochi olimpici     | Tokyo          | Getto del peso | nm (q)    | nm (q)      |                               |